# Rubus leyanus
Rubus leyanus är en rosväxtart som beskrevs av William Moyle Rogers. Rubus leyanus ingår i släktet rubusar, och familjen rosväxter. Inga underarter finns listade i Catalogue of Life.